# 1906년 중간 올림픽 네덜란드 선수단
1906년 중간 올림픽 네덜란드 선수단은 그리스 아테네에서 개최된 1906년 중간 올림픽에 참가한 올림픽 네덜란드 선수단이다. 2개 종목과 8개 세부 종목에서 16명의 선수가 참가하였다.

## 선수 집계
| 종목   | 남자 | 여자 | 합계 |
| ------ | ---- | ---- | ---- |
| 테니스 | 3    |      | 3    |
| 합계   | 16   | 0    | 16   |

## 메달 집계

### 종목별 메달 집계
| 종목 |   |   |   | 합계 |
| 펜싱 | 0 | 1 | 2 | 3    |
| 합계 | 0 | 1 | 2 | 3    |

### 메달리스트
| 메달 | 선수                         | 종목 | 세부 종목          | 날짜     |
| ---- | ---------------------------- | ---- | ------------------ | -------- |
|      | 알렉산데르 판 블레이엔부르프 | 펜싱 | 남자 에페 개인전   | 4월 25일 |
|      | 알렉산데르 판 블레이엔부르프 | 펜싱 | 남자 사브르 개인전 | 4월 25일 |

## 테니스
|           | 선수                            | 종목 | 32강                | 32강      | 16강              | 16강      | 8강                       | 8강       | 준결승        | 준결승    | 결승      | 결승      | 3·4위전   | 3·4위전   | 순위 |
| 상대 선수 | 선수                            | 종목 | 결과                | 상대 선수 | 결과              | 상대 선수 | 결과                      | 상대 선수 | 결과          | 상대 선수 | 결과      | 상대 선수 | 결과      |           | 순위 |
| --------- | ------------------------------- | ---- | ------------------- | --------- | ----------------- | --------- | ------------------------- | --------- | ------------- | --------- | --------- | --------- | --------- | --------- | ---- |
| 남자      | 헤라르트 스회를레르             | 단식 | 니콜라오스 자리피스 | 승 2 : 1  | 이오아니스 발리스 | 승 2 : 0  | 게오르기오스 시미리오티스 | 승 2 : 0  | 모리스 제르모 | 패 0 : 2  | 진출 실패 | 진출 실패 |           |           | 4    |
| 남자      | 휘스 케슬러르                   | 단식 | 부전승              | 부전승    | 부전승            | 부전승    | 부전승                    | 부전승    | 막스 데퀴지   | 패 0 : 2  | 진출 실패 | 진출 실패 |           |           | 4    |
| 남자      | 카렐 뵈케마 헤라르드 쇠를레이르 | 복식 |                     |           |                   |           | 마리 데퀴지 모리스 제르모 | 패 0 : 2  | 진출 실패     | 진출 실패 | 진출 실패 | 진출 실패 | 진출 실패 | 진출 실패 | 5    |

## 펜싱
| 선수                            | 종목          | 예선 | 준결선    | 결선      |
| ------------------------------- | ------------- | ---- | --------- | --------- |
| 가브리엘 비게베노               | 에페 개인전   | 불명 | 진출 실패 | 진출 실패 |
| 가브리엘 비게베노               | 플뢰레 개인전 | 불명 | 진출 실패 | 진출 실패 |
| 마우리트스 판 뢰벤 셀스         | 사브르 개인전 | 불명 | 진출 실패 | 진출 실패 |
| 마우리트스 판 뢰벤 셀스         | 에페 개인전   | 2 Q  | 3 Q       | 6         |
| 마우리트스 판 뢰벤 셀스         | 플뢰레 개인전 | 불명 | 진출 실패 | 진출 실패 |
| 빌렘 휘베르트 판 블레이엔뷔르프 | 에페 개인전   | 불명 | 진출 실패 | 진출 실패 |
| 빌렘 휘베르트 판 블레이엔뷔르프 | 플뢰레 개인전 | 불명 | 진출 실패 | 진출 실패 |
| 아리 더 용                      | 사브르 개인전 | 불명 | 진출 실패 | 진출 실패 |
| 아리 더 용                      | 에페 개인전   | 불명 | 진출 실패 | 진출 실패 |
| 아리 더 용                      | 플뢰레 개인전 | 불명 | 진출 실패 | 진출 실패 |
| 야메스 바론 멜빌 판 카른베      | 사브르 개인전 | 1 Q  | 불명      | 진출 실패 |
| 야메스 바론 멜빌 판 카른베      | 에페 개인전   | 2 Q  | 불명      | 진출 실패 |
| 예트제 두르만                   | 사브르 개인전 | 불명 | 진출 실패 | 진출 실패 |
| 예트제 두르만                   | 에페 개인전   | 1 Q  | 4         | 진출 실패 |
| 예트제 두르만                   | 플뢰레 개인전 | 불명 | 진출 실패 | 진출 실패 |
| 요하네스 오스텐                 | 사브르 개인전 | 불명 | 진출 실패 | 진출 실패 |
| 요하네스 오스텐                 | 에페 개인전   | 불명 | 진출 실패 | 진출 실패 |
| 펠릭스 비허버노                 | 에페 개인전   | 2 Q  | 1 Q       | 4         |
| 펠릭스 비허버노                 | 플뢰레 개인전 | 불명 | 진출 실패 | 진출 실패 |
| 프리츠 쿤                       | 에페 개인전   | 불명 | 진출 실패 | 진출 실패 |
| 허오르허 판 로셈                | 사브르 개인전 | 1 Q  | 불명      | 진출 실패 |
| 허오르허 판 로셈                | 플뢰레 개인전 | 불명 | 진출 실패 | 진출 실패 |
| 헨드릭 판 데르 그린텐           | 에페 개인전   | 불명 | 진출 실패 | 진출 실패 |
| 헨드릭 판 데르 그린텐           | 플뢰레 개인전 | 3    | 진출 실패 | 진출 실패 |
| 헨드릭 판 데르 블레이엔뷔르프   | 사브르 개인전 | 불명 | 진출 실패 | 진출 실패 |
| 헨드릭 판 데르 블레이엔뷔르프   | 에페 개인전   | 2 Q  | 3 Q       | 4         |

## 참고 자료
- (영어) “Netherlands:1906 Olympic Results”. sports-reference.com. 2009년 7월 22일에 원본 문서에서 보존된 문서. 2011년 2월 7일에 확인함.